# جنة ونار (فلم)
جنة ونار فيلم دراما، غنائي، استعراضي مصري لعام 1952  للمخرج حسين فوزي، سيناريو وحوار أبو السعود الإبياري، وحسين فوزي. الفيلم من بطولة نعيمة عاكف، وعبد العزيز محمود، وشكري سرحان، وتدور الأحداث حول الفتاة اليتيمة الفقيرة نانسي التي يحنو عليها جارها عبد الحق، ويساعدها على العمل في مجال الرقص لإعالة إخوتها الستة، وبرغم من حبه لها إلا أنها لا تشعر نحوه بنفس المشاعر.
صدر الفيلم إلى دور العرض المصرية في أول ديسمبر 1952.
منح موقع قاعدة بيانات الأفلام العربية «السينما.كوم» الفيلم درجة 5.6/ 10.

## القصة
تعمل نانسي (نعيمة عاكف) الفتاة اليتيمة لتعول إخوتها الستة. لا تجد نانسي من تلجأ إليه سوى جارها المطرب عبد الحق (عبد العزيز محمود) الذي يحنو عليها، فيلحقها بالرقص معه، وهو يحبها، لكنها لا تبادله الحب. تتعرف نانسي على الرجل المسن عم معروف (حسين رياض)، وعم معروف هو في الحقيقة مليونير ولكنه يعيش في قصرة كالسجين، حيث أن زوج ابنته قاسم يتسلط عليه، ويطمع في ثروته بعد موته. يغدق معروف على نانسي، ويمنحها الكثير من الهدايا، عن طريق حفيده الذي يحب نانسي. تدور الشائعات أن نانسي تحب المليونير المسن، ويثور عبد الحق، ولكن أهل الحارة يقنعوه بالتضحية من أجل سعادتها، ويقتنع عبد الحق بذلك. يسافر عبد الحق إلى الإسكندرية ليكون بعيداً عن نانسي، ويضحي بسعادته من أجلها وذلك لكي تتمكن الفتاة من توفير حياة أفضل لإخوتها الفقراء. تعود نانسي إلى عبد الحق عندما تكتشف أن الحب يبقى، والمال لا يعوض ضياع الحب.

## طاقم التمثيل
نعيمة عاكف: في دور نانسي (الفتاة اليتيمة).
عبد العزيز محمود: في دور عبد الحق (جار نانسي).
بالاشتراك مع: حسين رياض – شكري سرحان – عزيزة حلمي – عبد السلام النابلسي – عبد الرحيم الزرقاني - أحمد علام – وداد حمدي – عبد الغني النجدي – عبد المنعم إسماعيل – أحمد عامر – عبد المنعم بسيوني – عبد الحميد القلعاوي – سيد المغربي.
الأطفال: سلوى السيد – عبد المنعم سليمان – وجيه الاطرش – مجدي السيد – انشراح عاكف – فلفلة.

## المخرج والبطلة
تعتبر 1949 نقطة تحول في حياة المخرج حسين فوزي، إذا يلتقي نعيمة عاكف التي اختارها المخرج «أحمد كامل مرسي» لتؤدي رقصة على أغنية المطرب «عبد العزيز محمود»، وهي أغنية «يا مزوق يا ورد في عود» في فيلم «ست البيت» عام 1949 ... ويسند إليها بطولة فيلمها الأول «العيش والملح» أمام المطرب «سعد عبد الوهاب»...  على الرغم من فارق السن الكبير بينهما فقد تزوجها عام 1953 ... واشتركا في فترة زواجهما في 16 فيلم... كان فيلم «جنة ونار» هو السابع.

## أغاني الفيلم
كلمني يومين واهجر تانى: ألحان وغناء عبد العزيز محمود
اسكتش بياع الفول: ألحان وغناء عبد العزيز محمود (يشارك في الغناء نعيمة عاكف وعبد الغنى النجدى).
معانا مامعاناش: ألحان وغناء عبد العزيز محمود (يشارك في الغناء نعيمة عاكف).
عا الطبل والمزمار: ألحان وغناء عبد العزيز محمود (يشارك في الغناء نعيمة عاكف).
أقدر على قلبي: ألحان وغناء عبد العزيز محمود.
اسكتش غنائي تمثيلي (نعيمة عاكف)
اسكتش الحب جنه ونار: ألحان وغناء عبد العزيز محمود (يشارك في الغناء نعيمة عاكف وعبد الغنى النجدى).
من قلبى بحبك: ألحان وغناء عبد العزيز محمود.
البكاء والحزن ليه؟ لست أدري: غناء نعيمة عاكف، ألحان عبد العزيز محمود.

## روابط خارجية
- مقالات تستعمل روابط فنية بلا صلة مع ويكي بيانات
- جنة ونار على موقع دهليز
- جنة ونار على موقع كاروهات نسخة محفوظة 19 أغسطس 2021 على موقع واي باك مشين.
- كلمنى يومين وأهجر تانى اغنية من تسجيلاتى لعبد العزيز محمود ورقص للفنانة نعيمة عاكف على يوتيوب